# Eliot
|  | No s'ha de confondre amb Elliott. |

Eliot és un poble del Comtat de York (Maine) als Estats Units d'Amèrica.

## Demografia
Segons el cens del Cens dels Estats Units del 2000 Eliot tenia 5.954 habitants
, 2.307 habitatges, i 1.704 famílies. La densitat de població era de 116,6 habitants/km².
Dels 2.307 habitatges en un 35,3% hi vivien nens de menys de 18 anys, en un 62,9% hi vivien parelles casades, en un 8,2% dones solteres, i en un 26,1% no eren unitats familiars. En el 20,8% dels habitatges hi vivien persones soles el 8,7% de les quals corresponia a persones de 65 anys o més que vivien soles. El nombre mitjà de persones vivint en cada habitatge era de 2,58 i el nombre mitjà de persones que vivien en cada família era de 3.
Per edats la població es repartia de la següent manera: un 25,8% tenia menys de 18 anys, un 5,6% entre 18 i 24, un 28,8% entre 25 i 44, un 27,7% de 45 a 60 i un 12,1% 65 anys o més.
L'edat mediana era de 40 anys. Per cada 100 dones de 18 o més anys hi havia 91,9 homes.
La renda mediana per habitatge era de 52.606 $ i la renda mediana per família de 63.598 $. Els homes tenien una renda mediana de 44.205 $ mentre que les dones 30.530 $. La renda per capita de la població era de 24.403 $. Entorn del 5,2% de les famílies i el 5,8% de la població estaven per davall del llindar de pobresa.